# GO!GO!九ちゃんフィッシング
『GO!GO!九ちゃんフィッシング』 （ゴー!ゴー!きゅうちゃんフィッシング）は、2013年4月6日から2019年3月30日までTOKYO MXにて毎週土曜日の8:30 - 8:45に全312回放送された釣り番組。マルキユーの制作および一社提供による番組である。2019年4月10日からはYouTubeへ移行して、毎週水曜日の19:00に新編が1本ずつ配信されている。2024年10月9日の配信分でTOKYO MXにおける放送分を含めて通算600回を迎えた。

## 概要
奇数回を前篇・偶数回を後篇とした構成で、女性レギュラーや準レギュラーに対して「ハンター」と称される指導役が釣りの方法を教えながら釣りを実践する（「ハンター」が登場しない回もある）という形式で進行する。釣り初心者や家族向けに適した釣りを中心に、海水魚ではハゼ・シロギス・カサゴなどを、淡水魚ではヘラブナやワカサギなど小型・中型魚を対象とした釣りを行うことが多いが、マダイやタチウオなどといった大型魚の釣りを紹介することもある。収録は各種の釣り堀や釣り公園を含めてほぼ関東地方および静岡県・山梨県の釣り場で行われているが、2014年には沖縄県へも遠征している。
第312回（2019年3月30日放送分）でTOKYO MXにおける本放送が終了した。2019年4月10日からはYouTubeでの番組配信へ移行し、同時に新編の配信日時が毎週水曜日の19:00となった。YouTubeへ移行後の番組尺は一定しておらず、各回は約15分程度にまとめられたものが多くなっている。
第367回（2020年4月22日配信分）から第372回（2020年5月27日配信分）ではCOVID-19の流行拡大の影響により、新規での番組収録を一時中止して、番組出演者のテレワーク制作による特別篇が配信された。第469回（2022年4月6日配信分）からは指導役である「ハンター」は登場しなくなり、女性レギュラーが1 - 2人にゲストという体制へ変更されたが、第576回（2024年4月24 - 27日配信分）から再び「ハンター」が登場するようになっている。2022年12月からはレギュラーのあいかわりさが出演しているYouTubeチャンネル『りさの釣りさんぽ』において本番組との提携企画が開始されている。

## 主な出演者
レギュラー
- 暮羽優奈（くれは ゆな）
初代女性レギュラー。本番組では単に「優奈」という芸名で登場していた。第54回（2014年4月12日放送分）を最後に降板するが、以降も何回かゲストとして出演した。TOKYO MXにおける本放送への最後の登場は第200回（2017年2月4日放送分）である。
- 江藤遼（えとう はるか）
2代目女性レギュラー。正式なレギュラーとしては第55回（2014年4月19日放送分）からの登場だが、番組への初登場は第53回（2014年4月5日放送分）である。料理が得意で、番組内では自身で釣った魚を捌いて調理する腕前も披露していた。第104回（2015年3月28日放送分）を最後に降板するが、以降も時折ゲストとして出演している。TOKYO MXにおける本放送への最後の登場は第304回（2019年2月2日放送分）である。
- 香月ハル（かづき はる）
3代目女性レギュラー。第105回（2015年4月4日放送分）からTOKYO MXにおける最終回まで4年間にわたってレギュラーを務め、番組がYouTubeでの配信へ移行して以降も引き続き第622回（2025年3月12日配信分）まで計10年間にわたってレギュラーを務めた。第204回（2017年3月4日放送分）と第336回（2019年9月18日配信分）では番組内に実の両親も登場した。後に釣り雑誌『磯・投げ情報』（主婦と生活社）の連載コーナーにも太田祐策と共に登場している。
- あいかわりさ
4代目女性レギュラー。本番組では単に「りさ」という芸名で出演している。2020年6月から開始された『釣りガールと親父の釣行記 〜ツリチョウ〜』というYouTubeチャンネルと、2021年9月から開始された『りさの釣りさんぽ』というYouTubeチャンネルへ出演している人物で、第469回（2022年4月6日配信分）からレギュラーとして加わった。 正式に番組を降板したという発表はないが、第527回（2023年5月17日配信分）を最後に番組に登場していない。
- 片原恵麻
5代目女性レギュラー。第485回（2022年7月27日配信分）にてゲストとして初登場し、以降は準レギュラーとして不定期で香月ハルやあいかわりさの不在時における代役として出演していた。第514回（2023年2月15日配信分）からは「マルキユーアンバサダー」という肩書が付き、2024年以降は実質上のレギュラーとして出演している。第581回（2024年5月30日配信分）から第584回（2024年6月19日配信分）では伊藤真理の代役として番組のナレーションも担当した。
- 太田祐策（マルキユー所属）
肩書は「なんでもハンター」で、当初は主に海釣りにおいての指導役として登場していたが、後に淡水釣りにおいても登場するようになった。香月ハルからは単に「ハンター」と呼ばれている。番組における初登場は第13回（2013年6月29日放送分）で、TOKYO MXにおける最終回まで出演し、番組がYouTubeでの配信へ移行して以降も第468回（2022年3月30日配信分）までレギュラーとして出演した。その後は、第576回（2024年4月24 - 27日配信分）から再登場している。2019年7月からは『ハンターチャンネル』というYouTubeチャンネルが開始され、そこに「なんでもハンター」として自身が主演している。
- 戸井田祐一（マルキユー所属）
肩書は「へら鮒ハンター」で、主に淡水釣りにおいての指導役として登場する。香月ハルからは「へらちゃん」と呼ばれている。番組における初登場は第1回（2013年4月6日放送分）で、TOKYO MXにおける最終回にも出演した。番組がYouTubeでの配信へ移行して以降は、第346回（2019年11月27日配信分）・第494回（2022年9月28日配信分）・第529回（2023年5月31日配信分）に登場している。
- 林賢治（マルキユー 契約インストラクター）
肩書は「マルキユー インストラクター」で、TOKYO MXにおける本放送では女性レギュラーが香月ハルに交代して以降は登場しなくなった。番組における初登場は第9回（2013年6月1日放送分）で、TOKYO MXにおける本放送への最後の登場は第102回（2015年3月14日放送分）である。番組がYouTubeでの配信へ移行して以降は、第562回（2024年1月17 - 22日配信分）から再登場している。
- 伊藤真理 - ナレーション
第1回からTOKYO MXにおける最終回まで番組のナレーターを務め、番組がYouTubeでの配信へ移行して以降も引き続きナレーターを務めている。

準レギュラー
- 杉原勇武
第173回（2016年7月30日放送分）にて初登場し、以降はTOKYO MXにおける本放送の準レギュラー陣の中では最も多く番組に登場した。TOKYO MXにおける本放送への最後の登場は第278回（2018年8月4日放送分）である。
- 阿部光浩
同じく第173回にて初登場し、以降は不定期で番組に登場した。TOKYO MXにおける本放送への最後の登場は第208回（2017年4月1日放送分）である。
- 千代田唯
同じく第173回にて初登場し、以降は不定期で番組に登場した。TOKYO MXにおける本放送への最後の登場は第206回（2017年3月18日放送分）である。
- 千葉一磨
第237回（2017年10月21日放送分）におけるコイ釣りにて初登場し、以降もコイ釣りの回を中心に不定期で杉原勇武と共に登場した。TOKYO MXにおける本放送への最後の登場は第270回（2018年6月9日放送分）である。
- 松澤拓也（マルキユー所属）
第315回（2019年4月24日配信分）において「見習いハンター」という肩書で初登場した。番組スタッフたちから「自分の娘の婿に欲しい」という評判を得ていることから、番組内では「婿殿（むこどの）」という通称で呼ばれていた。2020年に入って以降は番組に登場していなかったが、第580回（2024年5月22日配信分）にて「小物ハンター」という肩書で再登場している。『ハンターチャンネル』では肩書を「ヤング博士」として「マツタク」という芸名で出演している。
- 小林ひろみ（恵比寿マスカッツ）
第345回（2019年11月20日配信分）においてヘラブナ釣り大会に香月ハルと組んで参加する形で初登場し、第350回（2019年12月25日配信分）まで連続して登場した。第349回（2019年12月18日配信分）と第350回では番組に登場しなかった香月ハルの代役として出演した。2020年以降は番組に登場していない。
- 小島みゆ
第423回（2021年5月19日配信分）にて初登場し、第430回（2021年7月7日配信分）まで連続して登場した。以降は番組に登場していない。

アングラーズアイドル
- 本間愛花（初代アングラーズアイドル）
- そらなさゆり（2代目アングラーズアイドル）
- あべなぎさ（3代目アングラーズアイドル）
- 晴山由梨（4代目アングラーズアイドル）
- 石川文菜（5代目アングラーズアイドル）
2010年から毎年一般社団法人日本釣用品工業会により選考されている釣り業界のイメージガールで、TOKYO MXにおける本放送では上記の5人が不定期で登場した。初登場は第3回（2013年4月20日放送分）における本間愛花（本番組では「Aica」という芸名で出演）と晴山由梨で、第100回（2015年2月28日放送分）に出演したあべなぎさを最後に番組に登場しなくなった。
- 神野梓（13代目アングラーズアイドル）
第469回（2022年4月6日配信分）から不定期で番組に登場している。番組内では「あずあず」という通称で呼ばれており、香月ハルやあいかわりさの不在時にはその代役として出演している。第524回（2023年4月26日配信分）からは肩書を「マルキユーアンバサダー」として出演している。正式に番組を降板したという発表はないが、第568回（2024年2月29日 - 3月1日配信分）を最後に番組に登場していない。
- 西村美穂（14代目アングラーズアイドル）
第520回（2023年3月29日配信分）にて初登場し、 第521回（2023年4月5日配信分）にも登場した。以降は番組に登場していない。